# Iotrochota acerata
Iotrochota acerata är en svampdjursart som beskrevs av Arthur Dendy 1896. Iotrochota acerata ingår i släktet Iotrochota och familjen Iotrochotidae.
Artens utbredningsområde är havet kring Australien. Inga underarter finns listade i Catalogue of Life.